# DJ Pierre (USA)

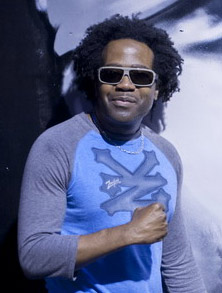
DJ Pierre, 2020

DJ Pierre (eigentlich Nathaniel Pierre Jones; * 12. Juli 1965 in Chicago) ist ein US-amerikanischer House-DJ. Er war Gründungsmitglied der Gruppe Phuture, die bei der Entstehung von Acid House einen wesentlichen Anteil hatte.

## Leben
Zusammen mit seinem Freund „Spanky“ (Earl Smith Jr.) nahm Pierre 1987 das Lied Acid Trax (ursprünglich: In Your Mind) auf. Durch den neuartigen Sound, den Pierre und Spanky auf einem Roland TB-303 erzeugt hatten, schlug der Song in Chicago sofort ein (Zitat von DJ Pierres offizieller Website: „In dieser Nacht spielte Ron Acid Tracks. Uns (Phuture) wurde bewusst, dass wir etwas kreiert hatten, was die Menschen berührt.“) 1986 kam der Song als 12" heraus, Herb J (Herbert R. Jackson Jr.) war inzwischen Teil der Band.
1990 zog er von Chicago weg, um seine Musik besser vermarkten zu können.
Zuletzt trat er für eine große Öffentlichkeit mit einem Essential Mix für die BBC auf. DJ Pierre tritt weltweit als DJ auf. Er nahm weitere Tracks unter diversen Pseudonymen auf, darunter als Pierre's Pfantasy Club und Aly Us und Photon Inc.